# 大海 (张雨生)
《大海》是台湾男歌手張雨生的歌曲，由陈大力填词，陈大力和陈秀男谱曲，时长4分35秒，收录于1992年专辑《大海》中。

## 创作
《大海》由陈大力作词，陈大力和陈秀男作曲，张雨生演唱，由飞碟唱片发行，该歌曲被作为衡量“男高音”的标准。

## 改编
钟镇涛是把这首歌改编粤语版，在粤语地区一时走红，而谢霆锋的歌曲《大海》只是同名，但歌词旋律不一样。
2008年楊培安在專輯《楊培安III》中翻唱的《大海》由陳國華、蔡科俊重新編曲後，在結尾段增加了高音，此後小瀋陽翻唱的亦是此版重編《大海》。